# Glosas Silenses

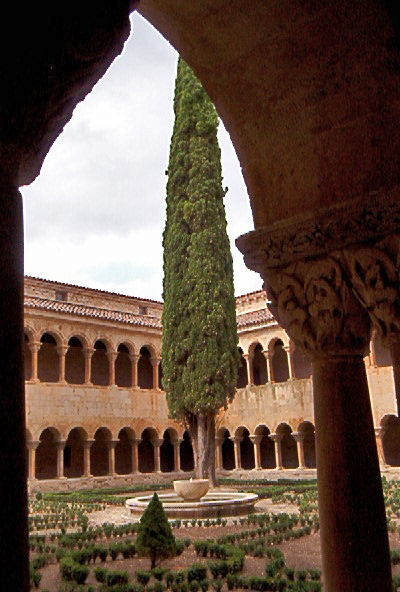
El monasterio de Santo Domingo de Silos.

Las Glosas Silenses son comentarios en lengua romance peninsular, realizados por copistas medievales en los márgenes de un códice en latín que se hallaba en el monasterio de Santo Domingo de Silos. Datan de finales del siglo XI y, al igual que las Glosas Emilianenses, su finalidad es aclarar los pasajes oscuros del texto latino. Se encontraron en el archivo del monasterio de Santo Domingo de Silos, de donde procede su nombre, en la provincia de Burgos, comunidad autónoma de Castilla y León. Sin embargo, estas glosas pueden ser solo copias cuya versión original fuera muy anterior, probablemente poco posterior al manuscrito latino que contiene las glosas de San Millán, que puede ser también el lugar original de su procedencia. En la actualidad se conservan en la Biblioteca Británica.
Las Glosas Silenses son un conjunto de anotaciones en latín que se encontraron en los márgenes de un manuscrito del siglo X conocido como el "Códice Silense". Este manuscrito contiene una copia de la obra "Historia de los godos" del historiador Paulo Orosio, que data del siglo V. Las glosas fueron escritas en el siglo X en el monasterio de San Pedro de Cardeña, cerca de Burgos, en el norte de España.
Las Glosas Silenses son importantes porque representan uno de los primeros ejemplos conocidos de escritura en romance, una etapa temprana del idioma que en algún momento evolucionaría hacia el español moderno. Las glosas consisten en breves anotaciones escritas en la lengua vernácula romance, que explican o traducen palabras o frases latinas del texto principal. Estas glosas son cruciales para los lingüistas e historiadores porque proporcionan evidencia escrita temprana del romance en la península ibérica, lo que ayuda a rastrear la evolución del idioma español y otras lenguas romances. Además, las Glosas Silenses ofrecen una visión de la vida cotidiana y la cultura de la época, así como de las interacciones entre el latín y el romance en ese período histórico.

## El texto de las Glosas Silenses
Se han encontrado un total de 368 glosas (notas manuscritas), de las cuales a continuación se puede leer un extracto (para mayor claridad, los términos latinos están escritas con mayúsculas y los romances con letra itálica, seguidos del número de la glosa entre paréntesis):
RELIQUENS: elaiscaret (3); DEUORANDUM [por manducaret] (4); IGNI COMBURATUR: kematu siegat (9); LIMPHA: aqua (12); IGNORANS: qui non sapiendo (17); CASTE: mundamientre (20); INFIRMIS IMBALIDIS: debiles, aflitos (26); PROELIO: punga (48); QUI PREBENT: ministrent, sierben (49); STRAGES: occisiones, matatas (52); INERFICERE: matare (58); DEDUCANTUR: lieben adduitos (63); CETERIS: conos altros (65); ESSE: sedere (72); ADULTERIA: fornicio (82); ABSENTE: luenge stando (83); INSISTANT: ke siegan (91); AUGURIA: agueros (111); EXERCENT: qui facen (116); NON LICEAT: non conbienet (118); OMNIA EXERCERE: manda pro fere totas cosas (121); PER SEMED IPSUM: per sibi eleiso (129); OSCULUM: salutatione (135); ABDUCTA: lebata (159); PUDORIS: de la vergonia (171); CONIUGES: mulieres (176); PRIUS: anzes (183); LEGITIMAN: streita (201); USQUE AD FINEN: ata que mueran (201); HABEAT: aya (218); HABEANTUS: siegan (227); NEC AUDEAT: non siegat osatu (244); SALTARE: sotare (251); IN SALTATIONE: ena sota (251); ET MOSTRUOSE: qui tingen lures faces (261); TEMPESTATES: bientos malos (276); CONBENTU: conceillo (283); COITU: semen (321); CADABERA: elos cuerpos (327); FEMUS: stiercore (332); EDERIT: manducaret (338)